# Shropshire and Stafford (circonscription du Parlement européen)
Avant l’adoption uniforme de la représentation proportionnelle en 1999, le Royaume-Uni utilisait le système uninominal à un tour pour les élections européennes en Angleterre, en Écosse et au pays de Galles. Les conscriptions du Parlement européen utilisées dans ce système étaient plus petites que les circonscriptions régionales les plus récentes et ne comptaient chacune qu'un seul membre au Parlement européen.
La circonscription de Shropshire and Stafford était l'une d'entre elles.
Il se composait des circonscriptions parlementaires du Parlement de Westminster de Cannock and Burntwood, Ludlow, Newcastle-under-Lyme, North Shropshire, Shrewsbury and Atcham, South Staffordshire, Stafford, et The Wrekin.
Lord Kingsland, était l'unique représentant de cette circonscription.

## Membre du Parlement européen
| Élection                    | Élection | Portrait | Membre         | Parti        |
| --------------------------- | -------- | -------- | -------------- | ------------ |
|                             | 1984     |          | Lord Kingsland | Conservateur |
| 1994 circonscription abolie |          |          |                |              |